# Gheorghe Gornea
Gheorghe Gornea (* 2. August 1944 in Sinaia; † 2005 ebenda) war ein rumänischer Fußballspieler. Er nahm an der Fußball-Weltmeisterschaft 1970 teil.

## Karriere

### Verein
Gornea begann seine Karriere in seiner Heimatstadt bei Carpaţi Sinaia. 1964 wechselte er zu Steaua Bukarest. Für Steaua kam er bis 1966 lediglich auf drei Einsätze in der Divizia A.  Daraufhin wechselte er zu UTA Arad, wo er auf Anhieb Stammtorhüter wurde. Mit UTA gewann er 1969 und 1970 die rumänische Meisterschaft.
Nach jeweils einer Spielzeit bei Minerul Baia Mare und Energia Reșița kehrte er 1973 nach Arad in die Divizia B zu Unirea Arad zurück, wo er 1976 seine Karriere beendete.

### Nationalmannschaft
Sein Debüt in der Rumänischen Fußballnationalmannschaft gab Gornea am 27. Oktober 1968 im Qualifikationsspiel zur WM 1970 gegen Portugal. In den Jahren 1968 und 1969 bestritt Gornea insgesamt vier Länderspiele für Rumänien. Anlässlich der Fußball-Weltmeisterschaft 1970 in Mexiko wurde er von Nationaltrainer Angelo Niculescu als dritter Torhüter hinter Necula Răducanu und Stere Adamache in den rumänischen Kader berufen. Während des Turniers wurde er nicht eingesetzt. Auch nach der WM wurde Gornea nicht mehr für die Nationalmannschaft nominiert.

## Erfolge
- Rumänische Meisterschaft: 1969 und 1970
- Rumänischer Fußballpokal: 1966